# Hemmen (Groningen)
Hemmen is een gehucht tussen Helpman en Haren, tussen de weg van Groningen naar Haren en het Hoornse diepje, op de flanken van de Hondsrug. De marke van Hemmen vormde vroeger een van de dertien dorpen en buurtschappen van het Gorecht, maar het dorp behoorde tot de parochie Haren. De voormalige gemeente Haren gebruikte Hemmen als aanduiding van het meest noordelijke deel van de gemeente.
Het gehucht omvat het huidige Guyotinstituut en een huis en boerderij ten noordwesten daarvan (Rijksstraatweg 37 en 47).

## Hof en Huis te Hemmen
Achter het Guyotinstituut stond vroeger het bisschoppelijke Hof te Hemmen, waarvan het terrein en de oprijlaan nog zichtbaar zijn in het landschap en liggen aan overzijde van de oprit naar 't Huis de Wolf. Direct ten zuiden van het oude terrein van het Huis te Hemmen staat nog een zeer vervallen boerderij die ook onderdeel van het bisschoppelijke hof vormde. De toegangslaan daarvan ligt direct ten noorden van het huis Rijksstraatweg 81, tegenover de Hortus Haren. Het hof was strategisch gelegen tussen het dal van de Drentsche Aa en de Hondsrug.
Het Hof te Hemmen werd waarschijnlijk in de tweede helft van de 14e eeuw (maar mogelijk ook al eerder) gevestigd op deze plek. De eerste vermelding van het hof is in een oorkonde (ergens tussen 1381 en 1383) als 'Hof to Hempne'. Het hof werd dat jaar door bisschop Floris van Utrecht beleend aan Ro(e)lof Polman, die de bisschop ook een aantal keren per jaar onderdak moest verlenen wanneer deze ging jagen in het gebied. De lenen werden telkens verstrekt door de Leenkamer van Overijssel. De familie Polman was eeuwenlang leenman van het hof. In 1551 kwam het hof in handen van burgemeester van Groningen (Jonge) Reint Alberda (of Albarda), die waarschijnlijk het huis liet verbouwen. In 1631 kwam het via de vrouw van een van de Alberda's in handen van de familie Uffkens. Onder de latere eigenaresse Aurelia Verrucij werd het hof verdeeld in in een noordelijke en een zuidelijke helft met elk een aparte eigenaar.
Volgens sommige bronnen verbleef Van Galen in 1672 tijdens de belegering van Groningen op het Hof te Hemmen. In 1741 kwam de zuidelijke helft van de hof in handen van Roelof Warmolts, waarop het zuidelijke huis voortaan Warmolts werd genoemd. Onder Warmolts werd het huis in de 18e eeuw verbouwd tot buitenhuis. Na het overlijden van Jodocus Warmolts in 1771 werd de zuidelijke helft aangekocht door de eigenaar van de noordelijke helft, Petrus de Cock. Deze probeerde beide landgoederen weer te verenigen, maar de Bataafse Republiek zorgde ervoor dat dit niet doorging. De laatste leenman van Hemmen was Adriaan Sibinga in 1795. In 1805 werd de noordelijke helft op afbraak verkocht. Omdat het huis nog steeds zichtbaar is op de kaart van Huguenin die tussen 1819 en 1823 werd vervaardigd en niet meer op de kadastrale minuut van 1828, wordt aangenomen dat het huis in werkelijkheid werd gesloopt in de jaren 1820.
In plaats van het landhuis op de noordelijke helft werd aan de Rijkstraatweg in 1805 een nieuwe villa gebouwd genaamd Huis te Hemmen (Rijksstraatweg 63). Vanaf 1838 was dit landhuis eigendom van de vennootschap Coninck, Boddendijk, Jorissen, die er een branderij, mouterij en een zeepfabriek vestigden. In 1841 werd het Huis te Hemmen een buitenhuis van jonkheer Onno Joost Quintus. In 1918 kwam het huis in handen van A. de Muinck Keizer die het dat jaar ingrijpend liet verbouwen onder leiding van de architecten A.W. Kuiler en Lucas Drewes. In 1985 werd het Guyotinstituut gevestigd op het terrein achter het huis.
Het huis op de zuidelijke helft van het hof te Hemmen (Warmolts) werd waarschijnlijk gesloopt in het tweede kwart van de 19e eeuw. Mogelijk gebeurde dit bij de aanleg van een vaart aan zuidzijde in 1838, die bedoeld was voor de cichoreibranderijen van Coninck c.s. In 1900 werd er een nieuwe boerderij gebouwd (Rijksstraatweg 79). De boerderij werd in de jaren 2000 aangekocht door de gemeente Haren om in de toekomst onderdeel te gaan vormen van het aan te leggen bedrijvenpark Nesciolaan.
Stad: Groningen

Dorpen: Garmerwolde · Glimmen · Haren · Harkstede (deels) · Lageland · Lellens · Meerstad · Noordlaren · Onnen · Sint-Annen · Ten Boer · Ten Post · Thesinge · Winneweer · Woltersum

Buurtschappen: Achter-Thesinge · Boltklap · Bouwerschap · Bovenrijge · Dilgt · Dorkwerd · Engelbert · Emmerwolde · Essen · Euvelgunne · Felland · Harendermolen · Hemert · Hemmen · Hoogkerk · Leegkerk · Hoornsedijk · Klein Harkstede · Kröddeburen · Lageweg · Lutjewolde · Middelbert · Noorddijk · Noorderhoogebrug · Oosterdijkshorn · Oosterhoogebrug · Oude Roodehaan · Paterswolde (deels) · Ruischerbrug · Roodehaan · Slaperstil · Steerwolde · Vierverlaten · Wittewierum · Zevenhuisjes

Provincie Groningen: Steden en dorpen      Nederland: Provincies · Gemeenten